# John Carroll Lynch
John Carroll Lynch (sinh ngày 1 tháng 8 năm 1963) là nam diễn viên, đạo diễn người Mỹ. Ông được biết tới lần đầu qua vai Norm Gunderson trong phim điện ảnh Fargo (1996). Ông cũng vào vai Twisty the Clown trong Truyện kinh dị Mỹ: Gánh xiếc quái dị và Truyện kinh dị Mỹ: Hội kín.

## Thời thơ ấu
Lynch sinh ra ở Boulder, Colorado, Mỹ. Ông học Đại học Công giáo Mỹ và tốt nghiệp bằng Cử nhân Nghệ thuật năm 1986.

## Đời tư
Lynch kết hôn với nữ diễn viên Brenda Wehle từ năm 1997.